# Bukva (Tešanj, BiH)
Bukva je naseljeno mjesto u sastavu općine Tešanj, Federacija Bosne i Hercegovine, BiH.

## Stanovništvo
| Bukva              |              |
| godina popisa      | 1991.        |
| Muslimani          | 805 (96,52%) |
| Hrvati             | 9 (1,07%)    |
| Srbi               | 2 (0,23%)    |
| Jugoslaveni        | 8 (0,95%)    |
| ostali i nepoznato | 10 (1,19%)   |
| ukupno             | 834          |

Bukva kao samostalno naseljeno mjesto postoji od popisa 1991. godine.